# Governo eletrônico
Governo eletrônico, ou e-gov, (do inglês electronic government), consiste no uso das tecnologias da informação — além do conhecimento nos processos internos de governo — e na entrega dos produtos e serviços do Estado tanto aos cidadãos como à indústria, e no uso de ferramentas eletrônicas e tecnologia da informação para aproximar governo e cidadãos. Essa aproximação é feita para superar obstáculos da comunicação entre as duas esferas. As diferentes ferramentas usadas podem ser portais de internet com fóruns, exposição de bancos de dados, aplicativos para telefonia móvel e telefones de serviço. Essas ferramentas também podem ser usadas entre governos e organizações privadas, públicas ou de terceiro setor. Muitas das tecnologias envolvidas e suas implementações são as mesmas ou similares à aquelas correspondentes ao setor privado do comércio eletrônico (ou e-business), enquanto que outras são específicas ou únicas em relação às necessidades do governo. Visa construir uma arquitetura interoperável a fim de munir os cidadãos com acesso à informação e serviços.
De modo geral, aceita-se a noção de governo eletrônico como ligada à prestação de serviços públicos por meio eletrônico, ou seja, utilizando-se recursos de tecnologia da informação, em caráter remoto e disponível no sistema 24/7, ou seja, vinte e quatro horas por dia, sete dias por semana.
As atividades do governo eletrônico partem da automatização de processos preexistentes no papel e em escritórios. E assim, surgem novas maneiras de debater e decidir estratégias, fazer transações, escutar as demandas das comunidades e de organizar e divulgar informações de interesse público. O objetivo dessa inovação é fortalecer as relações dos governos e torná-los mais efetivos, aumentando a transparência, a responsividade e a administração de recursos.
O governo eletrônico objetiva também diminuir as distâncias entre os poderes Executivo ou Legislativo e os governados. Isso permite criar uma esfera de diálogo entre as duas partes sem haver a necessidade de deslocamento de alguma delas.
O pesquisador Lemos (2004) defende que o governo eletrônico objetiva regenerar o espaço público, otimizar os serviços prestados à população e estimular a interação e discussão dos problemas locais.
Deve-se, contudo, ficar atento à diferença entre a literatura relacionada ao Governo Eletrônico e aquela literatura dedicada a examinar o que se chama de "Democracia Digital". Enquanto o e-gov se debruça sobre as aplicações das tecnologias de comunicação digital sobre as práticas burocráticas do governo e do Estado (cobrança de impostos, prestação de serviços, dentre outras atividades), as experiências de Democracia  Digital se empenham em aprimorar a participação e a transparência políticas.

## Tipos de serviços
Os exemplos de serviços oferecidos pelo governo eletrônico são extremamente diversificados e dependem da função de cada governo que origina a ferramenta.

### Prestação de Contas
Disposição de dados sobre gastos públicos, movimentações financeiras, divulgação de orçamentos, licitações, fechamentos e cancelamentos de contratos. Isso permite que cidadãos e empresas tomem conhecimento das atividades do governo e fiscalizem o uso do dinheiro público. Vale lembrar que a transparência com as atividades não é um bônus que um governo pode oferecer, mas uma obrigação, partindo dos pressupostos democráticos.

### Requisições
Ferramentas em que o cidadão pode fazer uma requisição de algum serviço público, reclamar de algum que foi malfeito ou não foi cumprido e verificar cronogramas de obras públicas. Essa ferramenta elimina a necessidade de um intermediário e da sujeição aos seus interesses, como representantes no Poder Legislativo. Além disso, fortalece a importância das comunidades nos governos.

### Espaço para discussão
Fóruns em que cidadãos podem opinar, discutir ou propor ideias e projetos para os poderes Executivo e Legislativo, ou de uso do orçamento público. É uma maneira de abrir discussões que se limitavam à esfera pública para os maiores interessados. Trata-se de uma maneira democrática e econômica de atingir públicos mais distantes das discussões de assuntos públicos e mais uma vez, eliminar a necessidade de intermediários.

### Ouvidoria
Espaços de acesso gratuito no qual os cidadãos podem reclamar, pedir informações ou expressar sua avaliação sobre órgãos públicos, serviços e governos. Esses espaços devem ser de livre expressão e não deve haver restrições para seus usuários.

### Cadastro e serviço online
Uso de softwares e programas on-line para cadastrar dados ou executar serviços obrigatórios ou facultativos. Um exemplo é a declaração de Imposto de Renda online. Essa ferramenta diminui custos para o cidadão de deslocamento, força de trabalho e tempo. Ao mesmo tempo, quando apresenta apenas a alternativa on-line, pode ser excludente.

## Histórico
Segundo Chahin (2004), o governo eletrônico como movimento mundial começou após o lançamento do primeiro browser que permitia uma navegação fácil pela internet, em 1993. Formalmente, a ideia de governo eletrônico foi lançada quando Al Gore, então vice-presidente dos Estados Unidos, abriu o primeiro Fórum Mundial de Reinvenção de Governo.
Desde então, governos de todo o mundo têm investido em novas ferramentas de comunicação a partir das novas tecnologias eletrônicas.

## Fases da implantação do governo eletrônico
Segundo documento da ONU, os estágios de implantação do governo eletrônico compreendem os seguintes estágios:
Estágio I – Surgimento – Lançamento de websites oficiais de órgãos públicos contendo informações básicas e estática, links e pouca interação
Estágio II – Aprimoramento – Governos apresentam mais informações sobre políticas públicas e governança. Apresentação de links com arquivos acessíveis aos cidadãos, como atas, leis, boletins e regulações.
Estágio III – interação – Governos disponibilizam serviços online como o download de formulários e impressão de boletos. Além disso, portais incluem serviços de conveniência para os cidadãos.
Estágio IV – Transação – Governos começam a se transformar por meio da introdução de mecanismos de interação entre cidadãos e governo. Todas as transações de serviços passam a ser realizadas online.
Estágio V – Conexão – Governos tornam-se entidades conectadas que respondem às demandas dos cidadãos por meio de um escritório de desenvolvimento integrado. Além disso, a participação online e o engajamento dos cidadãos são estimulados pelos governos no processo de tomada de decisões.

## Governo eletrônico e democracia
As ferramentas do governo eletrônico atendem a três preceitos básicos da democracia: a transparência, a responsividade e accountability (prestação de contas).

### Transparência
É uma obrigação dos governos democráticos facilitar o acesso a informações públicas e assim, aproximar o cidadão do governo. O uso de websites para a divulgação de informações de maneira ilimitada é uma ferramenta fundamental para atender a esse preceito. Da mesma forma, o governo deve deixar o espaço aberto a esclarecimentos para a população.

### Responsividade
Trata-se da capacidade de um governo de responder às demandas da população. As ferramentas de interação permitem a troca de ideias e informações que ajudam o governo a moldar suas políticas públicas, orçamentos e programas de acordo com a opinião exposta pelos cidadãos.  Esse preceito não é cumprido quando da simples abertura de um espaço para exposição de ideia, se não há modificações efetivas por parte do governo.

### Prestação de contas
O acesso à prestação de contas por parte dos governos é necessário para que os cidadãos formem suas opiniões a seu respeito. Por esse motivo, a divulgação desses dados é um dever dos governos e um direito de todos os cidadãos. Além disso, é de direito dos cidadãos ter espaços acessíveis de expressão das suas
avaliações dos governos, como os canais de ouvidoria.

## Fundamentação teórica
A necessidade de investimento em um governo eletrônico é justificada no surgimento de um novo espaço público, criado a partir da revolução comunicativa dos meios eletrônicos. Dentro dessa esfera está o ciberespaço, permeado pela comunicação sem a necessidade da presença do homem, em que todos os indivíduos estão ligados por meio dos seus relacionamentos.
As novas conexões entre pessoas não englobam mais apenas o espaço comum da comunidade, da vizinhança. A cidadania também conecta as pessoas. O governo aparece então como uma entidade imaterial que deve preencher esses novos espaços. Assim como as relações de trabalho, afetivas e familiares mudaram com o advento da internet, a relação entre cidadãos e governo também está sendo alterada.
Pierre Lévy afirma que existe uma expansão do ciberespaço “aumenta a capacidade de controle estratégicos dos centros de poder tradicionais sobre as redes tecnológicas, econômicas e humanas cada vez mais vastas e dispersas”. Mas ele argumenta que ainda assim pode haver uma tendência ‘voluntarista’ de usar o ciberespaço em favor do desenvolvimento dos grupos desfavorecidos, explorando ao máximo seu “potencial de inteligência coletiva”. Ou seja, o advento do desenvolvimento tecnológico pode ser usado tanto para quem já detém poder controlar os seus subjugados quantos para reverter esse processo e diminuir as diferenças entre comandantes e comandados. Lévy também aborda que o uso das redes pode ser revertido em benefícios indiretos para as cidades, ao eliminar a necessidade de deslocamentos e conseqüentemente, de custos relacionados a isso.
O cientista Nye Jr. Argumenta que os efeitos da Terceira Revolução Industrial sobre os governos centrais ainda está num primeiro estágio. Ao contrário das organizações burocráticas hierárquicas típicas das revoluções industriais anteriores, a tecnologia da informação permite que as organizações se descentralizem, através da comunicação virtual. Da mesma forma acontece com o Estado, que se vê obrigado a fragmentar a sua estrutura hierárquica para atender às diversas identidades virtuais dos cidadãos e as suas novas demandas por informações.
Existe um grupo de discussão sobre governo eletrônico derivado do primeiro curso de especialização em governo eletrônico da ESAF.

## Críticas
Entre as críticas da literatura ao uso do governo eletrônico, está o enfoque na exclusão digital. Isso porque muitos governos investem em novas tecnologias de governo eletrônico sem se preocupar em erradicar a exclusão digital. Logo, ao invés de ser uma ferramenta democrática de acesso ao governo, o governo eletrônico torna esse processo ainda mais excludente, pois abrange apenas uma minoria com cognição suficiente para uso da internet e conhecimento das estruturas governamentais. Para aproveitar efetivamente essas tecnologias, o indivíduo deve não somente ter acesso à internet, mas também dominar a navegação das informações e sua seleção crítica. Para encontrar as informações públicas de seu interesse, deve ter, além disso, uma perspicácia sobre a identificação de órgãos competentes, sua identificação na rede da internet e conhecer minimamente a sua estrutura.
No Brasil, a situação é crítica não somente pelo acesso reduzido à internet, mas também devido à falta de conhecimento de muitos de seus cidadãos sobre as estruturas governamentais. O uso de softwares sofisticados agrava ainda mais esse quadro. Prova disso são os ‘assessores de declaração do IR’ que surgem nas datas limítrofes à entrega das declarações de Imposto de Renda. Muitos brasileiros pagam caro para serem auxiliados a executar o serviço, que é compulsório.
Outra questão discutida é a falta de interesse despertado sobre o assunto, o que diminui a demanda pelos investimentos nessas ferramentas. Muitos dados estão disponíveis, alguns são acessados, pouquíssimos são usados. E as taxas de interação com os governos ainda são baixas, mostrando uma não-efetividade do serviço.
Isso remonta ao que a cientista Pippa Norris definiu como ‘ciclo virtuoso’ – o acesso à informação sobre o governo torna o cidadão mais engajado e crítico sobre esse assunto, ao mesmo tempo em que se espera que os cidadãos mais engajados e críticos tomem a iniciativa de buscar essas informações. Dessa forma, conclui-se que a ampliação do acesso à informação pública é necessária no âmbito de um regime democrático, mas tornar-se-á eficiente quando do estímulo à participação dos cidadãos e da sua boa formação cidadã. Ou seja, se houver uma avalanche de informações do governo, mas a maioria dos cidadãos não se sentirem preparados para utilizá-las de forma crítica ou buscá-las, elas servirão apenas a um grupo de interesse que continuará dominando a esfera de discussão.

## Exemplos brasileiros
https://www12.senado.leg.br/ecidadania/
http://www.capital.sp.gov.br/portalpmsp/homec.jsp
http://www.campinas.sp.gov.br/
http://www.palaciodacidade.rio.rj.gov.br/site/conteudo/index.asp
http://edemocracia.camara.gov.br/
http://www.curitiba.pr.gov.br/
http://www.pertodevoce.sc.gov.br/
http://www.servicos.gov.br
http://www.dados.gov.br